# 1909
1909 (MCMIX) a fost un an obișnuit al calendarului gregorian, care a început într-o zi de vineri.

## Evenimente

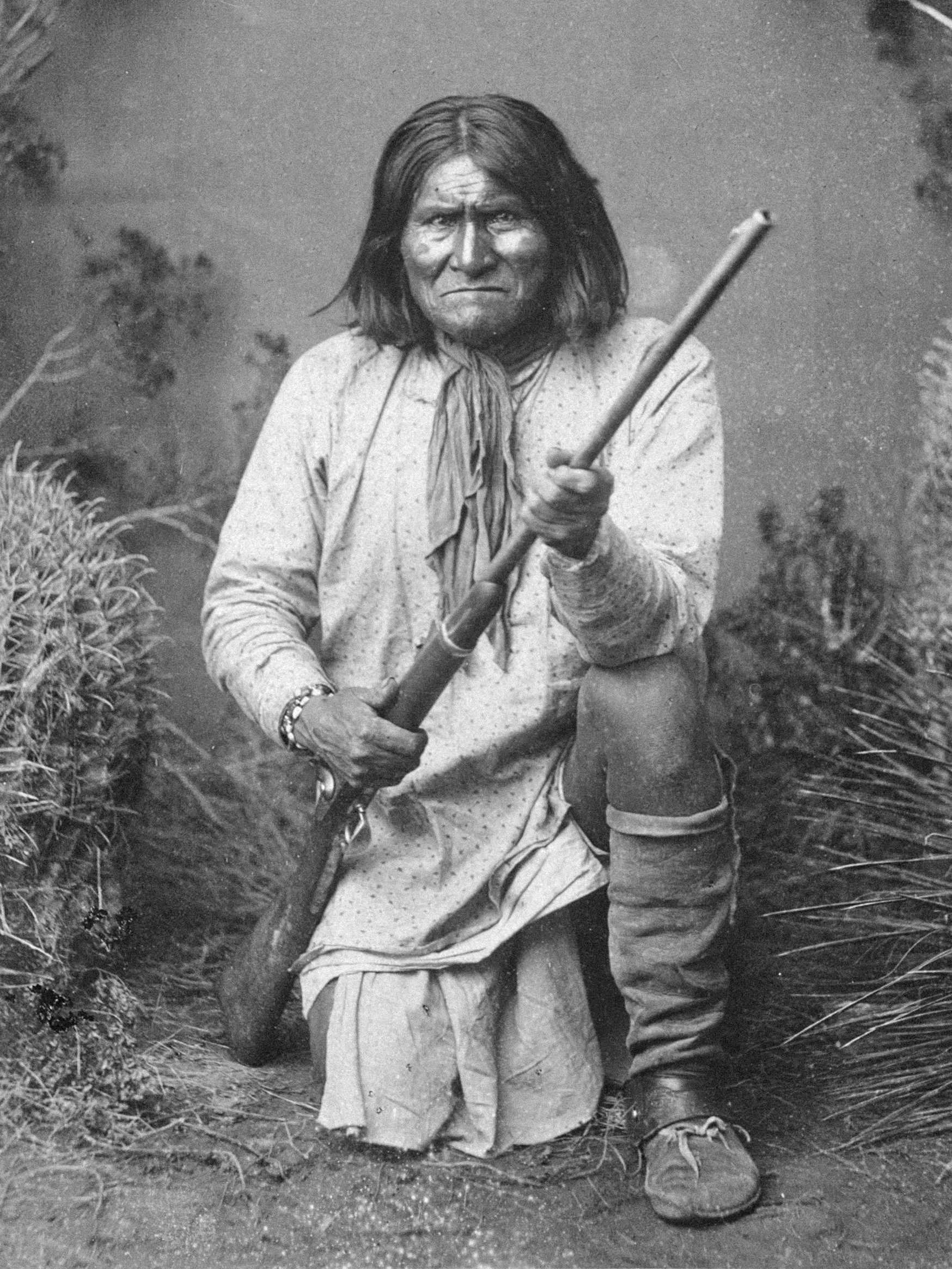
17 februarie: Geronimo, șeful apașilor, moare la vârsta de 79 de ani.

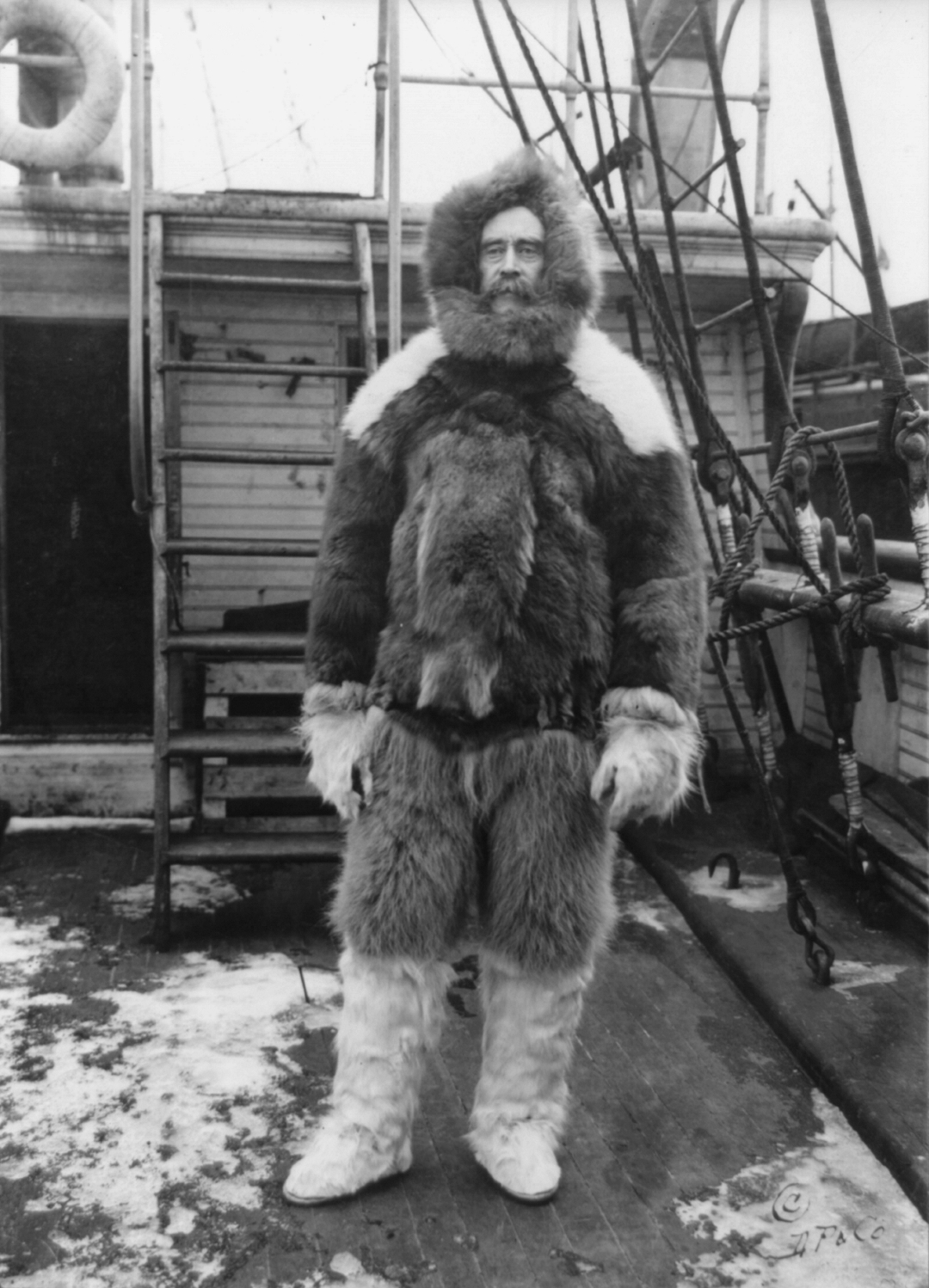
6 aprilie: Exploratorul american, Robert Peary, este primul om care atinge Polul Nord.

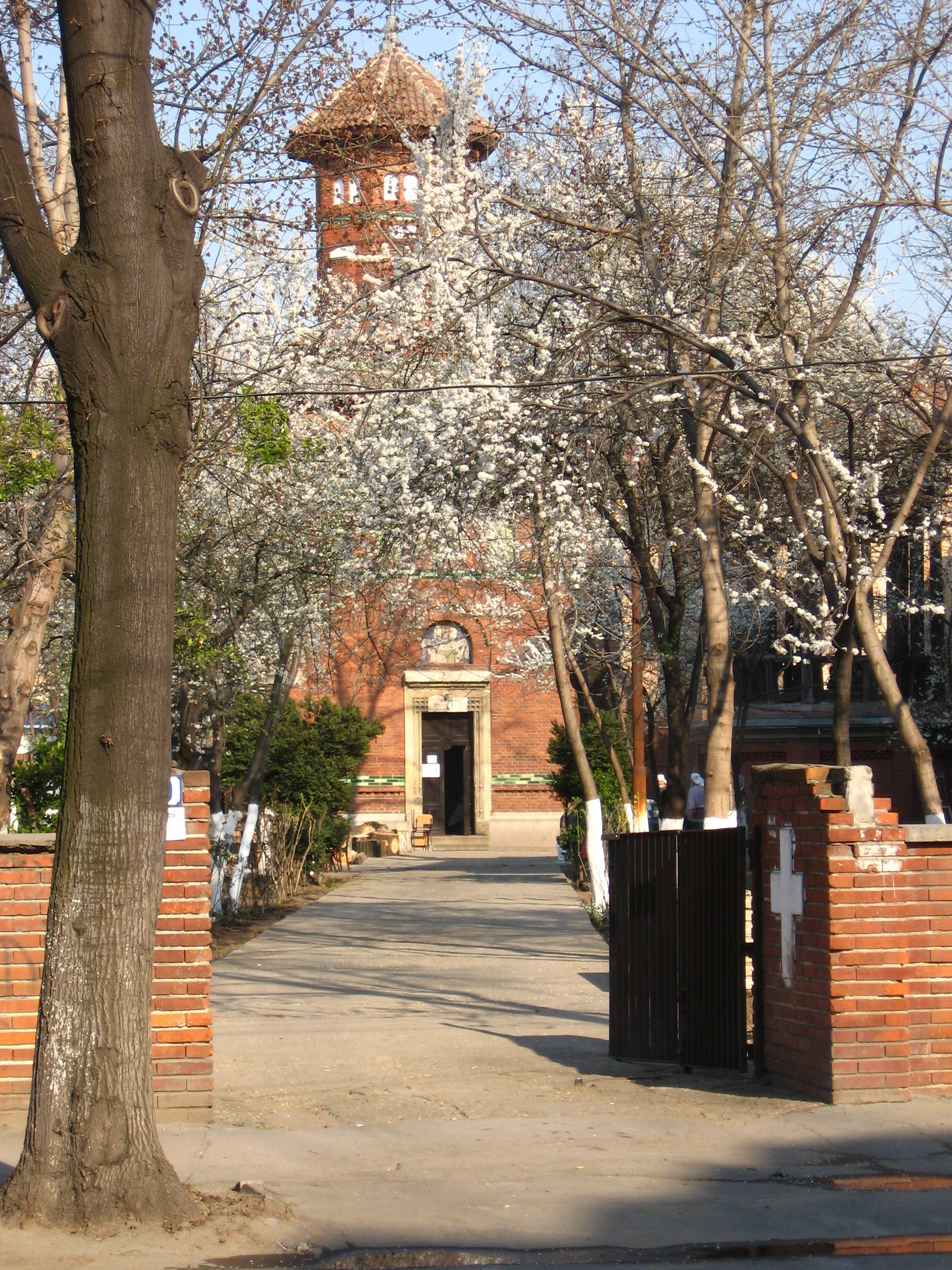
6 decembrie: Este inaugurată Biserica Sfântul Vasile din București.

### Ianuarie
- 9 ianuarie: Expediția britanică spre Polul Sud (Expediția Nimrod), condusă de Ernest Shackleton, a ajuns mai la sud de orice expediție anterioară, la 88°23' S, la 180 km de Polul Sud. Shackleton și-a dat seama că nu avea suficiente provizii pentru a ajunge la Pol, a plantat steagul britanic, iar echipajul a făcut drumul înapoi la bordul navei Nimrod.[1]
- 11 ianuarie: Congresul Partidului Național Liberal îl alege pe Ionel I.C. Brătianu președinte.
- 12 ianuarie: Profesorul Hermann Minkowski, un geniu în matematică și coleg cu Albert Einstein și David Hilbert, a murit la vârsta de 44 de ani de o infecție la apendicită. Cu mai puțin de patru luni mai devreme, el a prezentat cadrul matematic prin care a putut fi explicată teroria lui Einstein, ceea ce astăzi este cunoscut drept "spațiu-timp Minkowski".
- 16 ianuarie: Edgeworth David, Douglas Mawson și Alistair Mackay devin primele persoane care ating polul sud magnetic al Pământului.
- 28 ianuarie: Trupele americane părăsesc Cuba.

### Februarie
- 4 februarie: La Teatrul Național din București are loc premiera piesei Apus de soare, de Barbu Ștefănescu Delavrancea.
- 17 februarie: Geronimo care a condus apașii timp de 20 de ani în războaie împotriva invadatorilor albi din sud-vestul Statelor Unite, a murit de pneumonie la Fort Sill, Oklahoma.[2] Cu șase zile înainte, omul născut drept Goyaałé s-a dus la Lawton, s-a îmbătat, a căzut de pe cal într-un pârâu și a fost găsit câteva ore mai târziu.[3]

### Martie
- 4 martie: Republicanul William Howard Taft, devine cel de-al 27-lea președinte al Statelor Unite ale Americii.
- 16 martie: S-a anunțat crearea în cadrul Departamentului de Justiție a Statelor Unite a unui Birou de Investigații. În 1934, cuvântul "federal" a fost adăugat denumirii și s-a creat Biroul Federal de Investigații (FBI).[4]
- 19 martie: În Germania, Zeppelin I a urcat cu 26 de pasageri și a efectuat cel mai lung zbor controlat din acele vremuri, timp de 90 de minute.[5]
- 21 martie: Rămășițele lui Báb (Muhammad Shirazi, 1819–1850), una dintre figurile centrale ale Credinței Bahá'í, au fost îngropate la Haifa de `Abdu'l-Bahá, cel care a recuperat rămășițele din Persia.[6]
- 31 martie: Serbia acceptă controlul austriac asupra Bosniei și Herțegovinei.

### Aprilie
- 6 aprilie: Exploratorul american, Robert Peary, este primul om care atinge Polul Nord împreună cu asistentul lui și cu patru eschimoși.
- 6 aprilie: Sosește în vizită, la București, Prințul Wilhelm Frederic, moștenitorul tronului Germaniei, însoțit de o suită numeroasă pentru a-l felicita pe Regele Carol I din partea kaiserului Wilhelm al II-lea la împlinirea vârstei de 70 de ani. Carol I primește însemnele gradului de general feldmareșal al armatei germane, cel mai înalt grad militar german, pe care nu-l avea în afara granițelor Germaniei decât împăratul Franz-Joseph al Austro-Ungariei. Pentru aceeași aniversare a venit, fără a i se face o primire oficială, și nepotul Regelui, fratele mai mic al Prințului Ferdinand, Karl Anton Frederic de Hohenzollern.
- 8 aprilie: Regele Carol I al României, adresează o scrisoare prințului Ferdinand de Saxa Coburg, prin care recunoaște independența și proclamarea Regatului Bulgariei.
- 11 aprilie: Fondarea orașului Tel-Aviv, primul oraș evreiesc al Palestinei.
- 18 aprilie: Ioana d'Arc a fost beatificată de Papa Pius al X-lea la 478 de ani de la moartea ei, printr-o ceremonie în Piața Sf. Petru și în prezența a 30.000 de pelerini.
- 27 aprilie: Sultanul otoman, Abdul-Hamid al II-lea, este înlăturat de la tron și succedat de fratele său, Hamid Pașa.

### Mai
- 7 mai: Albert Einstein a fost invitat de către Universitatea din Zürich pentru a accepta crearea departamentului de Fizică Teoretică. El a acceptat, renunțând la slujba de la oficiul de brevete din Berna.[7]
- 13 mai: Primul Tur al Italiei începe la Milano cu 127 de rutieri la start. La 30 mai, Luigi Ganna a devenit primul din cei 49 de cicliști care au rămas în cursă, care a revenit la Milano și a câștigat.[8]
- 30 mai: Pentru prima dată, un dirijabil rămâne în zbor mai mult de 24 de ore. Zeppelin II cu zece oameni la bord a zburat 640 de km din Friedrichshafen la Bitterfeld.[9]

### Iulie
- 10 iulie: Vizita în România a Arhiducelui Franz Ferdinand, prințul moștenitor al tronului Austro-Ungariei, împreună cu soția sa, Sofia Chotek, ducesă de Hohenberg. Delegația a fost întâmpinată de Regele Carol I și de Regina Elisabeta la Sinaia.
- 25 iulie: Prima traversare a Canalului Mânecii cu avionul, efectuată de Louis Blériot.

### August
- 22 august: A avut loc primul miting aviatic internațional, organizat la Reims, Franța. Glenn Curtiss câștigă mitingul și un premiu de 5.000 dolari.

### Septembrie
- 1 septembrie: Frederick Cook anunță că el este cel care a ajuns primul la Polul Nord, la 21 aprilie 1908.
- 6 septembrie: Robert Peary anunță că el este cel care a ajuns primul la Polul Nord, la 6 aprilie 1909.
- 7 septembrie: Eugene Lefebvre devine primul pilot și a doua persoană care moare într-un accident aviatic.

### Octombrie
- 2 octombrie: La Berlin, Orville Wright devine prima persoană care zboară la o altitudine de 500 de metri. În aceeași zi, Prințul Moștenitor al Germaniei devine prima personalitate regală care zboară cu avionul ca pasager al lui Orville într-un zbor de 10 minute.[10]
- 9 octombrie: William James Sidis din Brooklyn, Massachusetts, Statele Unite, devine cel mai tânăr student al Universității Harvard. Este fiul, în vârstă de 11 ani, a doi fizicieni ruși, care începe studiile în matematică.[11]
- 18 octombrie: Hugues d'Eywo filmează, la București, demonstrațiile aviatorului francez Louis Blériot. Este cea mai veche actualitate pe peliculă cu subiect românesc, din care s-au păstrat câteva fragmente.

### Noiembrie
- 26 noiembrie: La Teatrul Național din București are loc premiera piesei Viforul de Barbu Ștefănescu-Delavrancea.

### Decembrie
- 6 decembrie: Este consacrată Biserica Sfântul Vasile din București, prima biserică greco-catolică din capitala României.
- 8 decembrie: Asupra prim-ministrului Ionel Brătianu s-a produs o încercare de asasinat, fiind rănit cu 2 gloanțe de pistol. Atentatorul va fi condamnat la 20 de ani muncă silnică.
- 15 decembrie: Robert E. Peary este acreditat de Societatea Națională de Geografie că a descoperit Polul Nord, la mai mult de trei luni după ce atât Peary cât și Frederick Cook au pretins că au ajuns acolo.[12]
- 17 decembrie: Este adoptată de către Camera Deputaților, "Legea privind sindicatele funcționarilor statului", care interzicea dreptul de asociere și de grevă a tuturor salariaților statului, a județelor și comunelor.
- 17 decembrie: Leopold al II-lea al Belgiei moare și este succedat de nepotul său, Albert I al Belgiei.
- 27 decembrie: D.A. Sturdza, pe motive de boală, se retrage din partid și de la șefia PNL-ului; I.I.C. Brătianu este numit în funcția de prim-ministru.

### Nedatate
- BP PLC. Corporație petrochimică britanică. În 1998 a fuzionat cu Amoco, formând BP-Amoco.
- Constantin Rădulescu-Motru publică Naționalismul cum se înțelege. Cum trebuie să se înțeleagă.
- Garabet Ibrăileanu publică Spiritul critic în cultura românească și Scriitori și curente.
- Henri Matisse pictează Dans II.
- Jerome K. Jerome publică The Philosopher's Joke și They and I.
- Liviu Rebreanu publică nuvela Răfuiala în revista Luceafărul.
- Octavian Goga publică al doilea volum de versuri, Ne cheamă pământul.
- Ștefan Luchian pictează Lunca de la Poduri.

## Nașteri

### Ianuarie
- 5 ianuarie: Principesa Ileana a României (Maica Alexandra), arhiducesă de Austria și stareță ortodoxă (d. 1991)
- 31 ianuarie: Miron Grindea, jurnalist român (d. 1995)

### Februarie
- 9 februarie: Carmen Miranda, cântăreață și actriță născută în Portugalia (d. 1955)

### Martie
- 7 martie: Léo Malet, autor francez (d. 1996)
- 8 martie: László Rajk, politician maghiar (d. 1949)
- 18 martie: Barbu Brezianu, poet, publicist și critic și istoric de artă, român (d. 2008)
- 24 martie: Richard Wurmbrand, pastor lutheran (d. 2001)
- 28 martie: Nelson Algren, scriitor american (d. 1981)

### Aprilie
- 22 aprilie: Rita Levi-Montalcini, om de știință italian, laureată a Premiului Nobel pentru Medicină (d. 2012)

### Mai
- 26 mai: Lucia Ripamonti, călugăriță italiană, proclamată fericită în mai 2019 (d. 1954)

### Iunie
- 6 iunie: Isaiah Berlin (n. Jesaja Berlins), filosof englez de etnie evreiască (d. 1997)
- 15 iunie: Virgil Teodorescu, poet, prozator și eseist român (d. 1987)
- 18 iunie: Lena Constante, artistă plastică, folcloristă și disidentă română (d. 2005)
- 20 iunie: Errol Flynn (Errol Leslie Flynn), actor australian de film (d. 1959)
- 22 iunie: Infanta Beatriz a Spaniei, fiica regelui Alfonso al XIII-lea al Spaniei (d. 2002)
- 23 iunie: Ovidiu Papadima, folclorist și istoric român (d. 1996)
- 30 iunie: Paul Constantinescu, compozitor român de etnie evreiască (d. 1963)

### Iulie
- 12 iulie: Constantin Noica, eseist și filosof român (d. 1987)
- 22 iulie: Mihai Popescu, actor român de film și teatru (d. 1953)

### August
- 28 august: István Asztalos, scriitor maghiar din Transilvania (d. 1960)

### Septembrie
- 4 septembrie: Ciro Alegría (Ciro Alegría Bazán), scriitor peruvian (d. 1967)
- 8 septembrie: Max L. Blecher (M. Blecher), scriitor român de etnie evreiască (d. 1938)
- 21 septembrie: Kwame Nkrumah (n. Francis Nwia Nkrumah), politician ghanez, lider de stat (1952-1966), (d. 1972)

### Octombrie
- 28 octombrie: Francis Bacon, pictor britanic de etnie irlandeză (d. 1992)

### Noiembrie
- 26 noiembrie: Eugen Ionescu, dramaturg român (d. 1994)

### Decembrie
- 6 decembrie: Ilie Lăcătușu, preot ortodox român, canonizat ca sfânt (d. 1983)

### Nedatate
- Nicolae Massim, regizor român (d. 1981)

## Decese
- 12 ianuarie: Hermann Minkowski, 44 ani, matematician german (n. 1864)
- 24 ianuarie: Petre S. Aurelian, 76 ani, economist român, agronom, prim-ministru (1896-1897), (n. 1833)
- 1 martie: Maria Teresa de Bourbon-Două Sicilii (n. Maria Theresia Magdalena), 42 ani (n. 1867)
- 20 martie: Alexandru Mocioni (n. Alexandru Mocsonyi), 67 ani, om politic român (n. 1841)
- 24 martie: John Millington Synge, 37 ani, dramaturg irlandez (n. 1871)
- 2 aprilie: Elena Cuza (n. Elena Rosetti), 83 ani, soția domnitorului Alexandru Ioan Cuza (n. 1825)
- 18 mai: Isaac Albéniz (n. Isaac Manuel Francisco Albéniz y Pascual), 48 ani, compozitor și pianist spaniol (n. 1860)
- 19 iunie: Lajos Abafi (n. Ludwig Aigner), 69 ani, scriitor, editor, istoric literar, entomolog și francmason maghiar de etnie germană (n. 1840)
- 26 octombrie: Prințul Ito Hirobumi, 68 ani, primul prim-ministru al Japoniei (1885-1888, 1892-1896, 1898, 1900-1901), (n. 1841)
- 13 decembrie: Innokenti Annenski, 54 ani, scriitor rus (n. 1855)
- 15 decembrie: Francisco Tárrega (n. Francisco Tárrega y Eixea), 57 ani, compozitor și chitarist spaniol (n. 1852)
- 17 decembrie: Leopold al II-lea al Belgiei (n. Leopold Lodewijk Filips Maria Victor), 74 ani (n. 1835)

## Premii Nobel
- Fizică: Guglielmo Marconi (Italia), Ferdinand Braun (Germania)
- Chimie: Wilhelm Ostwald (Germania)
- Medicină: Theodor Kocher (Elveția)
- Literatură: Selma Lagerlöf (Suedia)
- Pace: Auguste Beernaert (Belgia), Paul Henri d'Estournelles de Constant (Franța)